# Frontier Psychiatrist
"Frontier Psychiatrist" é uma canção do grupo Australiano de música eletrônica The Avalanches. A música foi produzida pelos membros do grupo Robbie Chater e Darren Seltmann, sob o pseudônimo de Bobbydazzler, para o álbum Since I Left You. A música é composta de vários samples, incluindo samples da esquete "Frontier Psychiatrist" da duo Wayne e Shuster, e uma orquestra como plano de fundo fazendo uma versão de "My Way of Life" de 1968, originalmente gravada pelo grupo do violinista clássico Enoch Light, The Enoch Light Singers.
Foi lançado em 21 de Agosto de 2000 como o segundo single de Since I Left You. Em seu lançamento, ele entrou no UK Singles Chart na décima oitava posição e na quadragésima nona posição na Austrália, se tornando o primeiro single de sucesso do grupo. "Frontier Psychiatrist" foi bem recebido pela crítica, cujo elogiaram a utilização simples dos samples na música.

## Contexto
De acordo com os membros do grupo, "Frontier Psychiatrist" não foi planejada, "ela aconteceu de brincadeira." Robbie Chater e Darren Seltmann estavam procurando músicas para a produção das faixas do álbum, passaram meses procurando "lojas antigas para discos antigos" e passaram horas fazendo samples de músicas dos álbuns que eles acharam para criar as canções. A duo trabalhou primariamente com a Promix 01 da Yamaha e a S2000 da Akai. Dexter Fabay, turntablist e tecladista da banda, iniciou a ideia de "Frontier Psychiatrist", e sua habilidades de scratching são notadas proeminentemente na canção.

## Lista de faixas
| - CD single (Austráalia) 1. "Frontier Psychiatrist" – 4:47 2. "With My Baby" – 4:38 3. "Frontier Psychiatrist" (Mario Caldato's 85% Mix) – 4:00 4. "Frontier Psychiatrist" (85% Instrumental) – 4:03 - Single 12" (Reino Unido) Lado um 1. "Frontier Psychiatrist" – 4:47 Lado um 1. "Frontier Psychiatrist" (Mario Caldato's 85% Mix) – 4:00 2. "Frontier Psychiatrist" (85% Instrumental) – 4:03 | - CD single 1 (Reino Unido) 1. "Frontier Psychiatrist" (radio edit) – 4:09 2. "Slow Walking" – 3:45 3. "Yamaha Superstar" – 1:53 - CD single 2 (Reino Unido) 1. "Frontier Psychiatrist" – 4:47 2. "Frontier Psychiatrist" (Mario Caldato's 85% Mix) – 4:04 3. "Frontier Psychiatrist" (85% Instrumental) – 4:02 |